# Laguna de Negrillos
Laguna de Negrillos település Spanyolországban, León tartományban. Lakosainak száma 1046 fő (2024).

## Földrajza
Laguna de Negrillos Zotes del Páramo, Pobladura de Pelayo García, San Millán de los Caballeros, Villademor de la Vega, Toral de los Guzmanes, Algadefe, Villamandos és La Antigua községekkel határos.

## Népesség
A település lakosságának változását az alábbi diagram mutatja:
| Lakosok száma | 1491 | 1379 | 1254 | 1197 | 1123 | 1137 | 1079 | 1058 | 1043 | 1046 |
|               | 2001 | 2004 | 2007 | 2009 | 2012 | 2014 | 2017 | 2019 | 2022 | 2024 |